# Casa Gerbeaud
La Casa Gerbeaud (in ungherese Gerbeaud-ház) è uno degli storici edifici della Vörösmarty tér, una delle principali piazze di Budapest, e ospita l'omonima caffetteria (Café Gerbeaud) famosa per i suoi prodotti.

## Storia
Negli anni cinquanta dell'Ottocento il terreno tra l’attuale Vörösmarty tér e la József tér rappresentava uno degli immobili più pregiati di Pest. Per questa motivazione ci furono progetti per unire questi due terreni, tuttavia la città aveva bisogno di fondi per costruire il Vigadó e venne deciso di riorganizzare il terreno irregolare dell'ufficio dell'Harmincadvám (presente nella piazza dal 1783), demolendolo e dividendo il lotto in quattro parti, messi all'asta per circa 341 000 fiorini.
I nuovi proprietari, tra cui il sarto di origine tedesca Eisele Antal, il presidente della Pesti Magyar Kereskedelmi Bank, Lánczy Leó, il conciatore di pelli Lyka D. Anasztáz e il rinomato chirurgo Endre Kovács Sebestény, commissionarono separatamente agli architetti Antal Gottgeb e József Hild la progettazione dei rispettivi edifici. Secondo i progetti, sulla sponda del Danubio venne eretta la sede della Banca Pesti Magyar Kereskedelmi, mentre sull'altra sponda venne costruito un condominio per il chirurgo in stile romantico.

Per la facciata principale invece, prima ancora della costruzione, proprietari e architetti concordarono nel realizzarla in modo tale che sembri unire entrambi gli edifici come un muro settentrionale unificato della piazza. La coppia di edifici fu completata intorno al 1862.
Negli anni settanta dello stesso secolo il celebre gelataio Henrik Kugler, già noto per produrre il "miglior gelato della città di Pest", decise di spostare i propri locali nella piazza. Kugler acquistò il piano terra del palazzo della banca nazionale e diede vita alla sua nuova pasticceria. Nel 1882 durante un viaggio a Parigi Kugler incontrò Émile Gerbeaud e, riconoscendone il talento e lo spirito imprenditoriale, lo volle come socio. Nel 1884 quest'ultimo rilevò i locali da Kugler e registrò la sua attività come "Gerbeaud – Kugler utóda" e negli anni successivi acquistò il resto dell'edificio dagli allora due proprietari, Antal Eisele (nel 1892) e la banca (nel 1910).
Gerbeaud, discendente di una famiglia di dolciumi, portò numerose innovazioni in Ungheria, come cognac alla ciliegia, la Macskanyelv, creme al burro, ganache, centinaia di tipi di frolle, caramelle e caramelle al kirsch. Per offrire questa ampia tavolozza alla sua clientela, assumse un certo numero di dipendenti per le vendite e verso la fine del 1899 la sua azienda contava circa 150 dipendenti, molti dei quali giunsero a Budapest solo per imparare e lavorare con Gerbeaud.
All'inizio del XX secolo, Gerbeaud fece ristrutturare gli interni del palazzo. Su consiglio di Henrik Darilek fece realizzare decorazioni in marmo, legni esotici e bronzo. Gli stucchi del soffitto furono realizzati ispirandosi allo stile rococò; mentre per i mobili venne utilizzato lo stile secessionista. Sempre nello stesso periodo, più precisamente attorno al 1912, Gerbeaud seguendo il progetto di Sándor Fellner, fece costruire sui tre piani già esistenti nel palazzo anche un quarto piano in stile liberty.

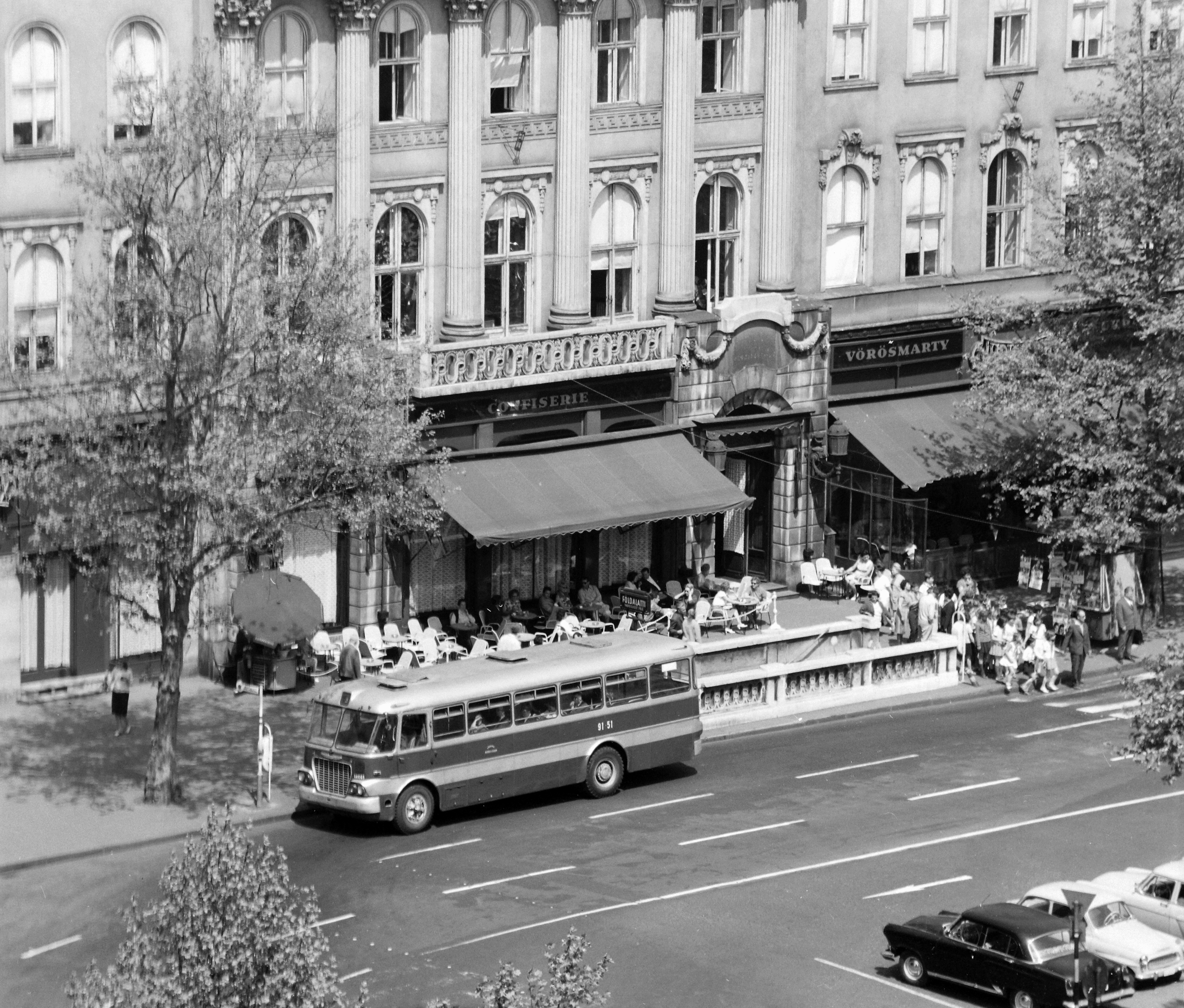
Il palazzo negli anni sessanta.

Dopo la morte di Gerbeaud l'8 novembre 1919, i locali passarono sotto la proprietà della moglie Ester, che lo gestì fino agli anni quaranta.
Nel 1948 il caffè venne nazionalizzato e rinominato "Café Vörösmarty", in riferimento alla piazza Vörösmarty.
Nel 1986 il caffè riprese la vecchia denominazione e nel 1995 la pasticceria, gestita da HungarHotels, l'intera proprietà e il marchio furono acquistati dall'imprenditore tedesco Erwin Müller e dalla sua azienda Müller Holding, che tra il 1997 e il 2001 contribuirono alla modernizzazione dei locali secondo i progetti di Béla Bánáti e Lajos Hartvig.
Nel 2004 l'edificio è passato sotto la gestione del Gerbeaud Gasztronómia Kft. e, a partire dallo stesso anno, ospita l'Onyx Restaurant, il primo ristorante di Budapest con due stelle Michelin.